# Edith Eucken-Erdsiek
Edith Eucken-Erdsiek (gebürtig Edith Erdsiek; * 2. April 1896 in Smolensk, Russisches Kaiserreich; † 22. Juni 1985 in Freiburg im Breisgau) war eine deutsche Kulturphilosophin und Schriftstellerin.

## Leben
Edith Erdsieks Mutter war jüdischer Herkunft, die Familie väterlicherseits stammte aus Westfalen. Sie war die ältere Schwester des Rechtswissenschaftlers  Gerhard Erdsiek (1897–1975). Die ersten Jahre ihrer Kindheit verbrachte sie in Kursk. 1904 zog die Familie nach Deutschland, zunächst nach Düsseldorf, 1905 nach Berlin. Dort legte sie 1914 das Abitur an der Chamissoschule in Berlin-Schöneberg ab.
An der Universität Berlin studierte sie Nationalökonomie, Literaturwissenschaft und Philosophie. Während ihres Studiums lernte sie Walter Eucken kennen, den sie im Dezember 1920 heiratete. Somit wurde sie die Schwiegertochter des Philosophen und Literaturnobelpreisträgers Rudolf Eucken. Nach der Heirat gab sie ihr Studium auf. Ab  1925 lebte das Paar in Tübingen, ab 1927 in Freiburg im Breisgau. 1925 veröffentlichte Edith Eucken-Erdsiek ihren ersten Essay in der Zeitschrift Die Tatwelt, deren Herausgeberschaft sie von 1928 bis 1934 übernahm. Teilweise veröffentlichte sie darin unter dem Pseudonym Janus.
In den 1930er Jahren brachte sie einen Sohn und zwei Töchter zur Welt und stellte ihre publizistische Arbeit zunächst ein. 1938 schloss sie sich dem Freiburger Konzil an. Dem Gesprächskreis gehörten Pastoren- und Professorenpaare an. Sie trafen sich in Privatwohnungen, auch bei den Euckens.
Nach Ende des Zweiten Weltkriegs begann Edith Eucken-Erdsiek wieder zu veröffentlichen. Nach Walter Euckens Tod im Jahr 1950 widmete sie sich zunächst der Herausgeberschaft seines Werks Grundsätze der Wirtschaftspolitik.
Sie trug wesentlich zur Gründung des Walter Eucken Instituts 1954 in Freiburg bei und hielt den Kontakt zu Euckens Schülern und Freunden. Der Eucken-Kreis traf sich jährlich in ihrer Wohnung.
Edith Eucken-Erdsiek verfasste Beiträge unter anderem für Zeitungen wie die Frankfurter Allgemeine Zeitung, die Neue Zürcher Zeitung, für die Schweizer Monatshefte und das Philosophische Jahrbuch.
1970 gehörte sie zu den Gründungsmitgliedern des Bundes Freiheit der Wissenschaft.
1985 starb sie in Freiburg im Breisgau.

## Veröffentlichungen
- Größe und Wahn. Drei Essays über Friedrich den Großen, Napoleon und Hitler. Tübingen 1950
- Unsere Gesellschaftsordnung und die radikale Linke. Stuttgart 1971
- Sie prägten unser Jahrhundert. Zeitgeschichtliche Porträts . Herder, Freiburg im Breisgau 1980, ISBN 3-451-07824-4
- Magie der Extreme – von der Schwierigkeit einer geistigen Orientierung. Herder, Freiburg im Breisgau 1981, ISBN 3-451-07908-9